# Пернегг-ан-дер-Мур
Пернег-ан-дер-Мур (нем. Pernegg an der Mur) — коммуна (нем. Gemeinde) в Австрии, в федеральной земле Штирия.
Входит в состав округа Брукк-Мюрццушлаг. Площадь коммуны составляет 86,07 км², население — 2408 человек (1 января 2021), плотность населения — 27 чел./км². Официальный код — 62125.

## География

### Административно-территориальное деление
Территория коммуны включает 8 населённых пунктов (нем. Ortschaft) (в скобках указано количество жителей на 1 января 2021 года):
- Габраун (86)
- Кирхдорф (535)
- Маутстатт (217)
- Миксниц (306)
- Пернегг (775)
- Росграбен (40)
- Трафёс (78)
- Златтен (371)

В состав коммуны также входит семь кадастровых общин (нем. Katastralgemeinden) (в скобках приведена площадь на 2020 год):
- Гибраун (2034.70 га)
- Кирхдорф (238.23 га)
- Миксниц (1470.30 га)
- Пернегг (423.85 га)
- Росграбен (937.98 га)
- Трафёсс (1300.33 га)
- Златтен (2201.59 га)

## Политическая ситуация
Бургомистр коммуны — Андреас Грасбергер (СДПА) по результатам выборов 2005 года.
Совет представителей коммуны (нем. Gemeinderat) состоит из 15 мест. В таблице ниже показан состав совета представителей коммуны с 2010 года.
| Партия                    | 2020          | 2020          | 2020          | 2015    | 2015    | 2015    | 2010          | 2010          | 2010          |
| Партия                    | Голоса        | %             | Мандаты       | Голоса  | %       | Мандаты | Голоса        | %             | Мандаты       |
| ------------------------- | ------------- | ------------- | ------------- | ------- | ------- | ------- | ------------- | ------------- | ------------- |
| СДПА                      | 304           | 21,85         | 03            | 557     | 33,68   | 5       | 791           | 45,70         | 8             |
| АНП                       | 890           | 63,98         | 11            | 619     | 37,42   | 6       | 353           | 20,39         | 3             |
| АПС                       | 045           | 03,24         | —             | 101     | 06,11   | 1       | 089           | 05,14         | —             |
| Альтернатива для Пернегга | 152           | 10,93         | 01            | 330     | 19,95   | 3       | 441           | 25,48         | 4             |
| (Список) Йозеф Ригер      | Не выдвигался | Не выдвигался | Не выдвигался | 047     | 02,84   | —       | 036           | 02,08         | —             |
| BZÖ                       | Не выдвигался | Не выдвигался | Не выдвигался | 021     | 01,21   | —       | Не выдвигался | Не выдвигался | Не выдвигался |
| Кол-во избирателей        | 2.036         | 2.036         | 2.036         | 2.015   | 2.015   | 2.015   |               |               |               |
| Явка избирателей          | 69,40 %       | 69,40 %       | 69,40 %       | 82,98 % | 82,98 % | 82,98 % | 85,92 %       | 85,92 %       | 85,92 %       |

## Персоналии
- Рудольф Штёгер-Штайнер фон Штайнштеттен (1861—1921) — австро-венгерский военачальник, последний военный министр Австро-Венгрии (1917—1918).

## Города-побратимы
- Винхёринг, Германия